# Setge de Malakand
El setge de Malakand fou un enfrontament militar entre britànics i paixtus que va tenir lloc del 26 de juliol al 2 d'agost de 1897 a la posició de Malakand, al pas de Malakand, avui al Pakistan.
El 1895 el pas fou capturat per forces britàniques de Chitral i des d'aleshores es va fundar la posició militar amb una estació civil seu de l'agència de Dir, Swat i Chitral. El 26 de juliol de 1897 la posició fou atacada pels swatis dirigits pel cap religiós Mulla Mastan (anomenat de vegades Mad Mulla); els tribals Utman Khel i swatis, en nombre de dotze mil, van seguir atacant durant dies fins que l'1 d'agost de 1897 van ser rebutjats quan va arribar una força d'ajut en la que anava el segon tinent Winston Churchill, que més tard va publicar una obra sobre els fets (The Story of the Malakand Field Force: An Episode of Frontier War); Chakdarra, també assetjada, fou alliberada el dia 2.